# Stages (box)
Stages – pośmiertnie wydane zestawienie, zawierające 4 występy Jimiego Hendriksa w Sztokholmie, Paryżu, San Diego i Atlancie, zarejestrowane na przestrzeni 4 lat.

## Lista utworów
Autorem wszystkich utworów (chyba że zaznaczono inaczej) jest Jimi Hendrix.
| CD1 – Sztokholm 1967 | CD1 – Sztokholm 1967                                       | CD1 – Sztokholm 1967 |
| Nr                   | Tytuł utworu                                               | Długość              |
| -------------------- | ---------------------------------------------------------- | -------------------- |
| 1.                   | „Sgt. Pepper’s Lonely Hearts Club Band” (Lennon/McCartney) |                      |
| 2.                   | „The Wind Cries Mary”                                      |                      |
| 3.                   | „Foxy Lady”                                                |                      |
| 4.                   | „Hey Joe” (Roberts)                                        |                      |
| 5.                   | „I Don’t Live Today”                                       |                      |
| 6.                   | „Burning of the Midnight Lamp”                             |                      |
| 7.                   | „Purple Haze”                                              |                      |

| CD2 – Paryż 1968 | CD2 – Paryż 1968          | CD2 – Paryż 1968 |
| Nr               | Tytuł utworu              | Długość          |
| ---------------- | ------------------------- | ---------------- |
| 1.               | „Killing Floor” (Burnett) |                  |
| 2.               | „Catfish Blues” (Petway)  |                  |
| 3.               | „Foxy Lady”               |                  |
| 4.               | „Red House”               |                  |
| 5.               | „Drivin' South”           |                  |
| 6.               | „The Wind Cries Mary”     |                  |
| 7.               | „Fire”                    |                  |
| 8.               | „Little Wing”             |                  |
| 9.               | „Purple Haze”             |                  |

| CD3 – San Diego 1969 | CD3 – San Diego 1969           | CD3 – San Diego 1969 |
| Nr                   | Tytuł utworu                   | Długość              |
| -------------------- | ------------------------------ | -------------------- |
| 1.                   | „Introduction”                 |                      |
| 2.                   | „Fire”                         |                      |
| 3.                   | „Hey Joe” (Roberts)            |                      |
| 4.                   | „Spanish Castle Magic”         |                      |
| 5.                   | „Red House”                    |                      |
| 6.                   | „I Don’t Live Today”           |                      |
| 7.                   | „Purple Haze”                  |                      |
| 8.                   | „Voodoo Child (Slight Return)” |                      |

| CD4 – Atlanta 1970 | CD4 – Atlanta 1970             | CD4 – Atlanta 1970 |
| Nr                 | Tytuł utworu                   | Długość            |
| ------------------ | ------------------------------ | ------------------ |
| 1.                 | „Fire”                         |                    |
| 2.                 | „Lover Man”                    |                    |
| 3.                 | „Spanish Castle Magic”         |                    |
| 4.                 | „Foxy Lady”                    |                    |
| 5.                 | „Purple Haze”                  |                    |
| 6.                 | „Hear My Train a Comin’”       |                    |
| 7.                 | „Stone Free”                   |                    |
| 8.                 | „Star Spangled Banner”         |                    |
| 9.                 | „Straight Ahead”               |                    |
| 10.                | „Room Full of Mirrors”         |                    |
| 11.                | „Voodoo Child (Slight Return)” |                    |

## Artyści nagrywający płytę
- Jimi Hendrix – gitara, śpiew
- Mitch Mitchell – perkusja
- Noel Redding – gitara basowa
- Billy Cox – gitara basowa (Atlanta 1970)